# Rejon nowosokolniczeski
Rejon nowosokolniczeski (ros. Новосокольнический район) – jednostka administracyjna wchodząca w skład obwodu pskowskiego w Rosji.
Centrum administracyjnym rejonu jest miasto Nowosokolniki, a główne rzeki to: Naswa, Bolszoj Udraj, Smierdiel, Małyj Udraj. Centra administracyjne wiejskich osiedli to osady: Wiaz, Majewo i Naswa.